# 長い名前の一覧
長い名前の一覧（ながいなまえのいちらん、List of long names）では、少なくとも10文字以上の有名な長い名前について説明する。

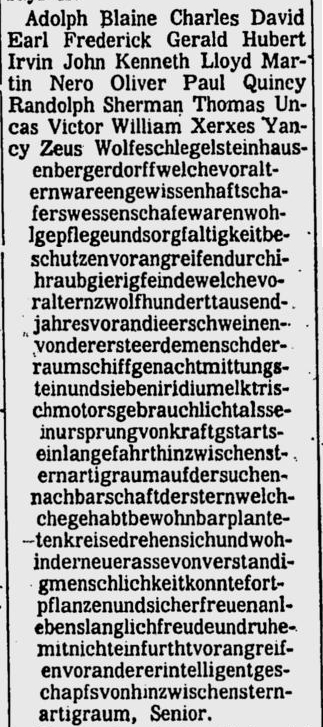
アドルフ・ブレイン・チャールズ・ディヴィット・アール・フレデリック・ジェラルド・ヒューバート・アーヴィン・ジョン・ケネス・ロイド・マーティン・ネロ・オリヴァー・ポール・クインシー・ランドルフ・シーマン・トーマス・アンカス・ヴィクター・ウィリアム・クセルクセス・ヤンシー・ゼウス・ウルフシュレーゲルスタインハウゼンベルガードルフフォラルテンワレンゲウィッセンハフトシャフェルスウェッセンシャフェワレンウォールゲプフレゲウントゾルグファルチヒカイトベシュツェンフォンアングライフェンドゥルヒイーラウブゲーリグフェンデウェルヒフォラルテルンツォルフタオセントヤーレスフォランデーエルシェイネンワンデルエステールデンエンシュデラウムシフゲブラウヒフリフトアルスザインウァシュプルンクフォンクラフトゲスタルトザインランゲファールトヒンツウィッシェンステイナルチグラウムアウフデアズーヘンアッハディエステルンウェルヒゲハープトベウォーンバルプラネテンクレーゼドレーエンジヒウントウォヒンデアノイラッセウォンウェルスタンディグメンシュリックカイトコンテフォルツプランツェンウントジフエルフロイエンアンレベンスラングリフフロイデウントルーエミツニヒツアインフルヒトフォアアングライフェンフォンアンデラーインテリゲントゲショプスフォンヒンツウィッシェンステルナルトグラウメン・シニア

## 概要

### アメリカ大陸

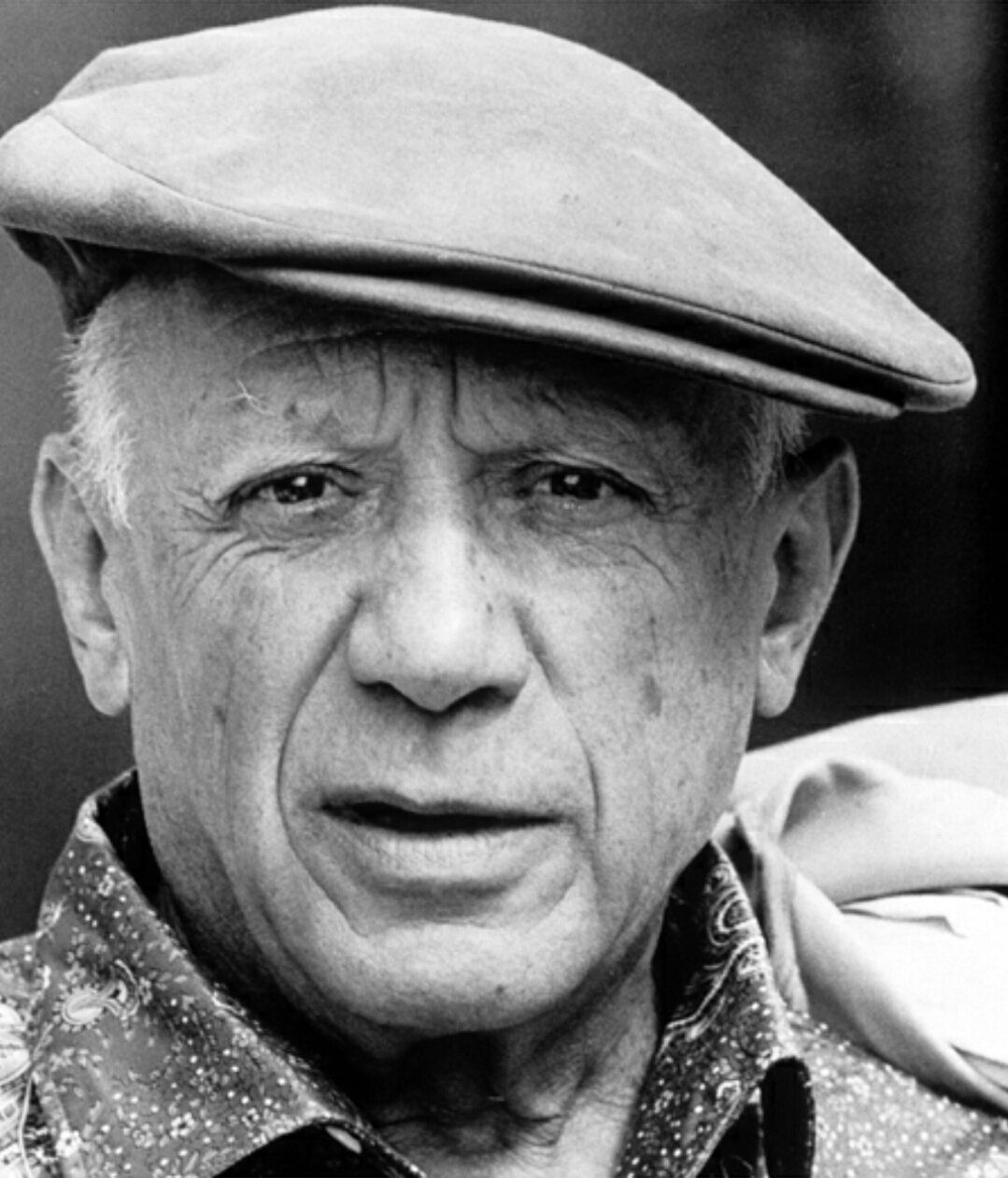
パブロ・ディエゴ・ホセ・フランシスコ・デ・パウラ・ファン・ネポムセーノ・マリア・デ・ロス・レメディオス・クリスピン・クリスピアーノ・デ・ラ・サンティシマ・トリニダード・ルイス・イ・ピカソ

- パブロ・ディエゴ・ホセ・フランシスコ・デ・パウラ・ファン・ネポムセーノ・マリア・デ・ロス・レメディオス・クリスピン・クリスピアーノ・デ・ラ・サンティシマ・トリニダード・ルイス・イ・ピカソドイツ・ベルゲドルフ出身のアメリカ合衆国フィラデルフィアの植字工　アドルフ・ブレイン・チャールズ・ディヴィット・アール・フレデリック・ジェラルド・ヒューバート・アーヴィン・ジョン・ケネス・ロイド・マーティン・ネロ・オリヴァー・ポール・クインシー・ランドルフ・シーマン・トーマス・アンカス・ヴィクター・ウィリアム・クセルクセス・ヤンシー・ゼウス・ウルフシュレーゲルスタインハウゼンベルガードルフフォラルテンワレンゲウィッセンハフトシャフェルスウェッセンシャフェワレンウォールゲプフレゲウントゾルグファルチヒカイトベシュツェンフォンアングライフェンドゥルヒイーラウブゲーリグフェンデウェルヒフォラルテルンツォルフタオセントヤーレスフォランデーエルシェイネンワンデルエステールデンエンシュデラウムシフゲブラウヒフリフトアルスザインウァシュプルンクフォンクラフトゲスタルトザインランゲファールトヒンツウィッシェンステイナルチグラウムアウフデアズーヘンアッハディエステルンウェルヒゲハープトベウォーンバルプラネテンクレーゼドレーエンジヒウントウォヒンデアノイラッセウォンウェルスタンディグメンシュリックカイトコンテフォルツプランツェンウントジフエルフロイエンアンレベンスラングリフフロイデウントルーエミツニヒツアインフルヒトフォアアングライフェンフォンアンデラーインテリゲントゲショプスフォンヒンツウィッシェンステルナルトグラウメン・シニア
- 最も長い名前　Rhoshandiatellyneshiaunneveshenkescianneshaimondrischlyndasaccarnaerenquellenendrasamecashaunettethalemeicoleshiwhalhinive’onchellecaundenesheaalausondrilynnejeanetrimyranaekuesaundrilynnezekeriakenvaunetradevonneyavondalatarneskcaevontaepreonkeinesceellaviavelzadawnefriendsettajessicannelesciajoyvaelloydietteyvettesparklenesceaundrieaquenttaekatilyaevea’shauwneoraliaevaekizzieshiyjuanewandalecciannereneitheliapreciousnesceverroneccaloveliatyronevekacarrionnehenriettaescecleonpatrarutheliacharsalynnmeokcamonaeloiesalynnecsiannemerciadellesciaustillaparissalondonveshadenequamonecaalexetiozetiaquaniaenglaundneshiafrancethosharomeshaunnehawaineakowethauandavernellchishankcarlinaaddoneillesciachristondrafawndrealaotrelleoctavionnemiariasarahtashabnequckagailenaxeteshiataharadaponsadeloriakoentescacraigneckadellanierstellavonnemyiatangoneshiadianacorvettinagodtawndrashirlenescekilokoneyasharrontannamyantoniaaquinettesequioadaurilessiaquatandamerceddiamaebellecescajamesauwnneltomecapolotyoajohny aetheodoradilcyana（1019文字、通称ジェイミー・ウィリアムズ）

### オセアニア
（なし）

### アフリカ
- 実在するアフリカ人の名前　Uvuvwevwevwe Onyetenyevwe Ugwemuhwem Osas

### アジア
（なし）

### ヨーロッパ
- スペインの画家　パブロ・ディエゴ・ホセ・フランシスコ・デ・パウラ・ファン・ネポムセーノ・マリア・デ・ロス・レメディオス・クリスピン・クリスピアーノ・デ・ラ・サンティシマ・トリニダード・ルイス・イ・ピカソ

- 現在存命中の人物の中で最も名前が長い人物　バーナビー・マルマデューク・アロイシウス・ベンジー・コブウェブ・ダルタグナン・エグベルト・フェリックス・ガスパー・ハンバート・イグナティウス・ジェイデン・カスパール・レロイ・マックスミラン・ネッディ・オビアジュール・ペピン・クゥイリアム・ローゼンクランツ・セクストンレッディー・アップウッド・ヴェイヴェトマ・ウェイランド・ザイロン・ヤードリー・ザークリー・ウザンスキー（本名ニコラス・ウザンスキー）
- ドイツの実業家、貴族　ヨゼフィーネ・フォン・ヴルブナ＝カウニッツ＝リートベルク＝クヴェステンベルク・ウント・フロイデンタール　この他にも貴族などは名前が長いことがある。

### 日本
- 明治時代日本で1番長いとされる人物　野田江川富士一二三四五左衛門助太郎（のだ　えがわふじひふみしござえもんすけたろう）

他にもいくつか存在する。
- 沢井麻呂女鬼久壽老八重千代子（さわい　まろめくすろやえちよこ）
- 古屋敷後部屋新九郎左衛門介之極（ふるやしき　こうぶやしんきろうざえもんのすけのきょく）
- 藤本太郎喜左衛門将時能（実業家、ふじもと　たろうきざえもんのしょうときよし）
- 燕東海林太郎兵衛宗清（つばくら しょうじたろべえむねきよ）
- 根本寝坊之助食左衛門（のもと　ねぼうのすけくいざえもん）
- 一二三四五六七八九十郎（ひふみ　しごろくしちはちくじゅうろう）
- 渡辺七五三吉五郎次郎三郎衛門（わたなべ　しちごさんきちごろうじろうさんろうえもん）